# Вольта, Луиджи
| Открытые астероиды: 5 | Открытые астероиды: 5 |
| --------------------- | --------------------- |
| (1107) Ликтория       | 30 марта 1929         |
| (1115) Сабауда        | 13 декабря 1928       |
| (1191) Альфатерна     | 11 февраля 1931       |
| (1238) Предаппия      | 4 февраля 1932        |
| (1332) Маркония       | 9 января 1934         |

Луиджи Вольта (итал. Luigi Volta, 27 июля 1876 — 7 октября 1952) — итальянский астроном и первооткрыватель астероидов, внук знаменитого итальянского физика Алессандро Вольта, который работал в Туринской обсерватории. В период 1928 по 1934 год им было обнаружено в общей сложности 5 астероидов.

## Биография
В 1898 году окончил факультет математики Павийского университета. После прохождения короткой практики в обсерваториях Милана, Турина и Хайдельберга, он был приглашён на международную станцию в Карлофорте в Сардинии, где он занимался геофизическими исследованиями. В 1925 году он был назначен профессором Туринского университета, что позволило ему занять должность директора Туринской обсерватории. На этой должности Луиджи Вольта проработал около 16 лет до 1941 года, когда он переехал в Милан, чтобы начать руководить Брерской астрономической обсерваторией. Вышел на пенсию в 1951 году. Он также занимал должность президента Итальянского астрономического общества.